# Виїздинський
Виїздинський (рос. Выездинский) — хутір у Фроловському районі Волгоградської області Російської Федерації.
Населення становить 62 особи. Входить до складу муніципального утворення Краснолиповське сільське поселення.

## Історія
Хутір розташований у межах українського історичного та культурного регіону Жовтий Клин.
Згідно із законом від 14 лютого 2005 року № 1002-ОД органом місцевого самоврядування є Краснолиповське сільське поселення.

## Населення
| 2010 |
| ---- |
| 62   |